# Biserica Înălțarea Sfintei Cruci din satul Mănăstirea, Cluj

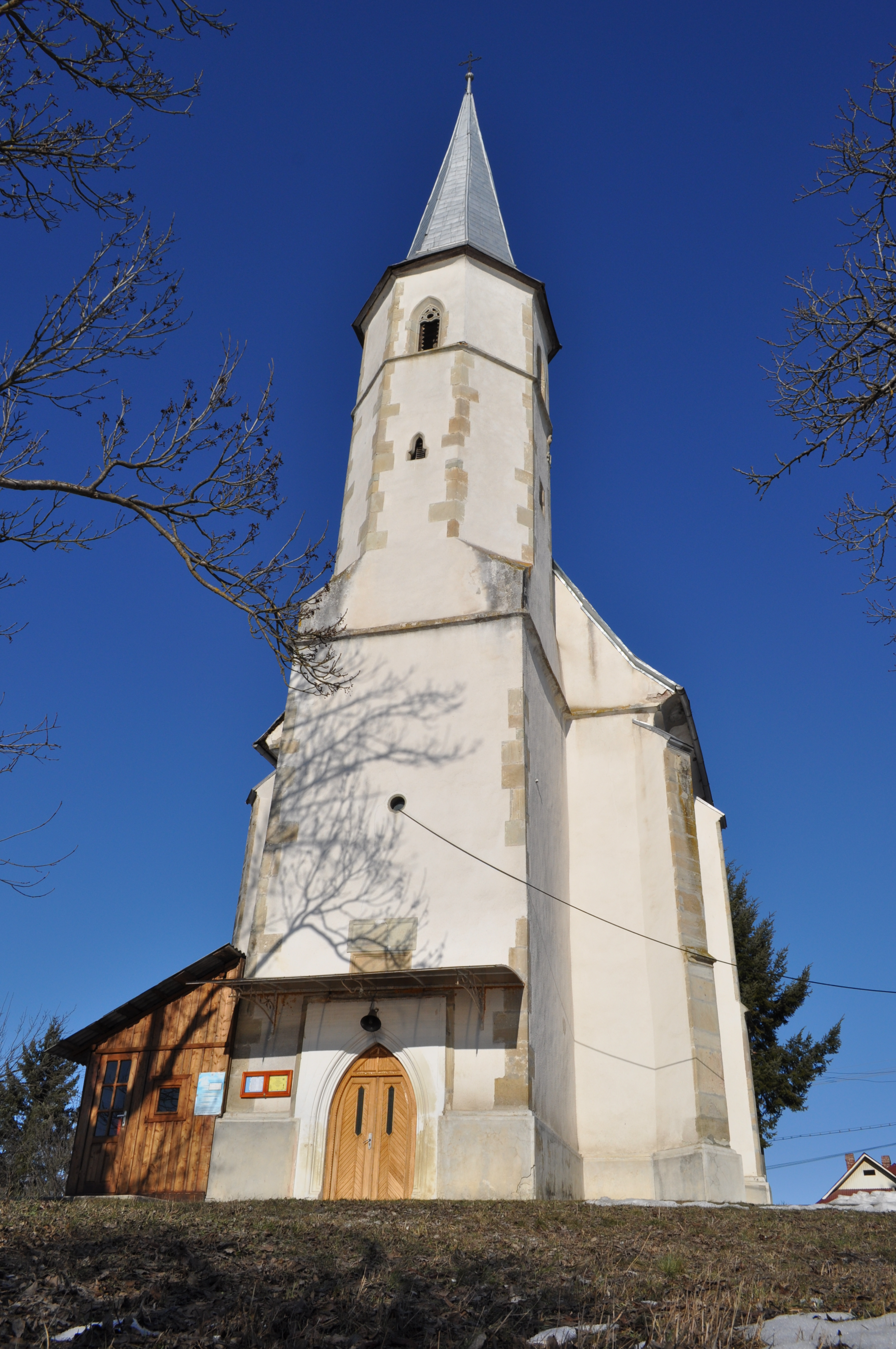
Biserica „Înălțarea Sfintei Cruci” din satul Mănăstirea, comuna Mica, județul Cluj, foto: martie 2012.

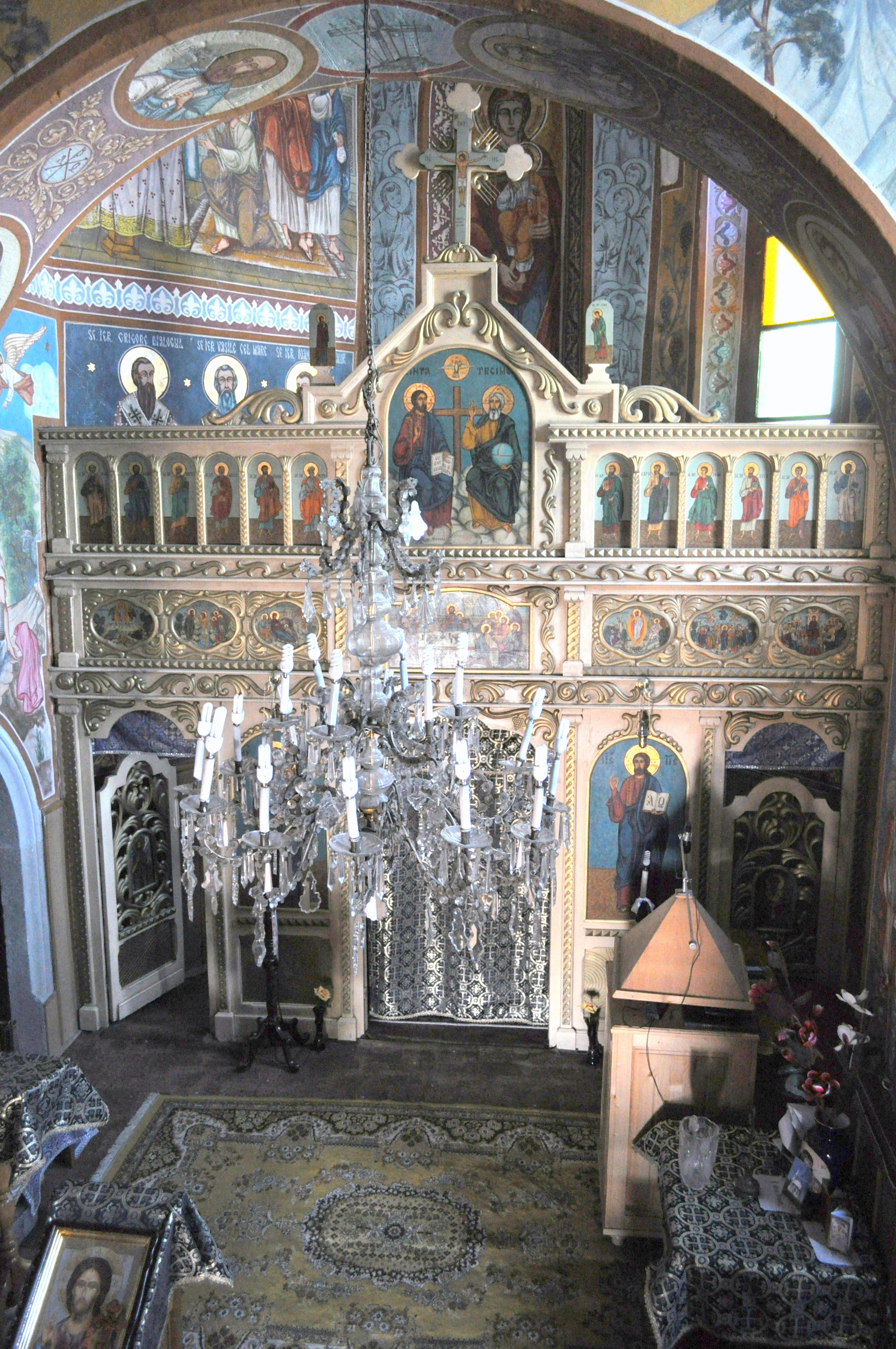
Interiorul navei

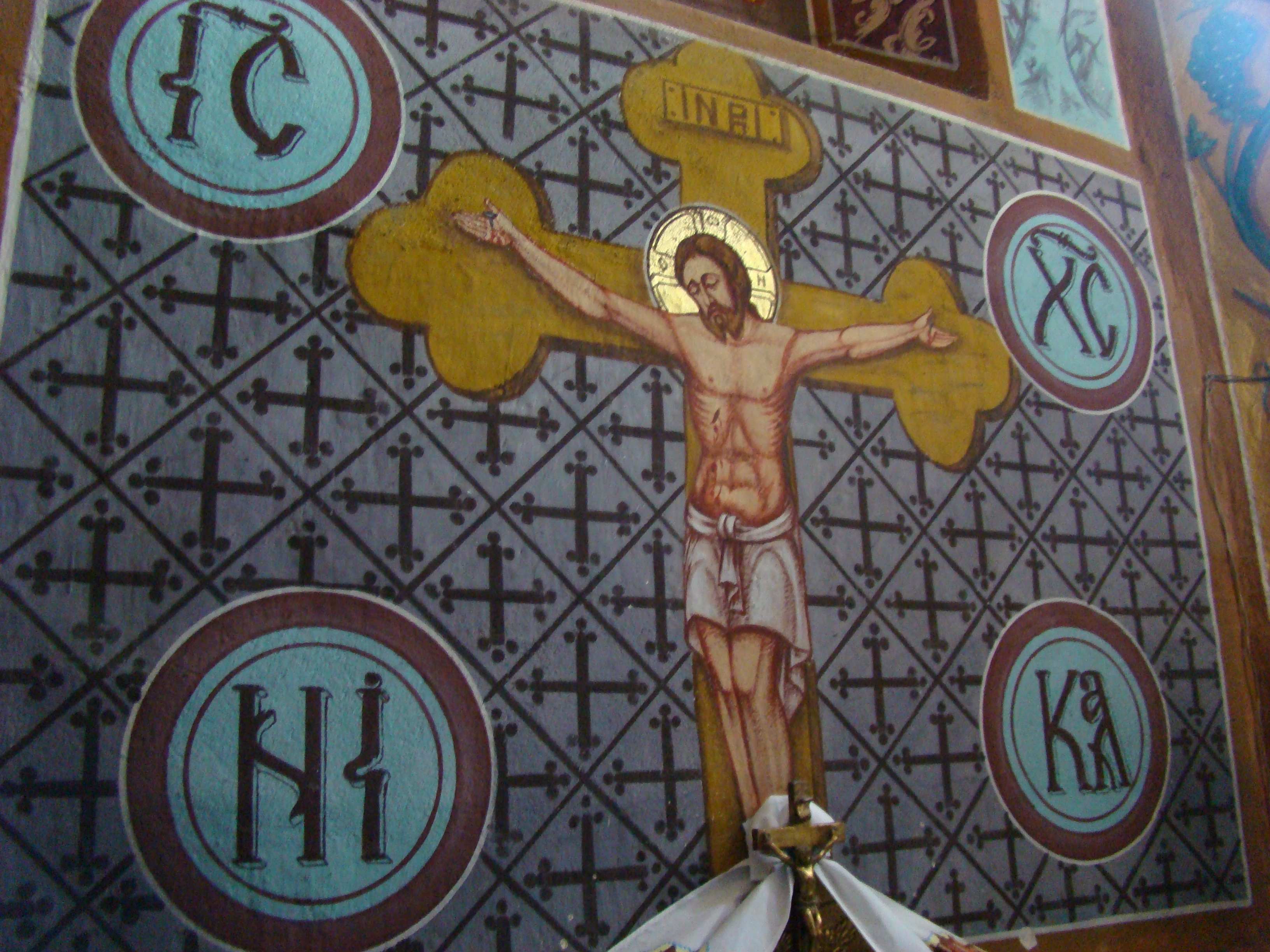
Sfânta Cruce

Biserica „Înălțarea Sfintei Cruci” din satul Mănăstirea, comuna Mica, județul Cluj, a fost construită în anul 1520. Date sigure există, însă, abia din 1573. Tradiția a atribuit-o, eronat, călugărilor benedictini, constructorii potențiali ai bisericii „Sfântul Nicolae”.  Lăcașul de cult figurează pe lista monumentelor istorice 2010, cod LMI CJ-II-m-B-07703.

## Istoric și trăsături
Actuala biserică „Înălțarea Sfintei Cruci” din satul Mănăstirea, comuna Mica, jud. Cluj, cunoscută și sub numele de „Biserica cea dinafară” (la V. Drăguț, „Sf. Nicolae”), este un monument de stil gotic târziu transilvan, ridicat la marginea satului, în 1520, la 300 m sud de castelul Korniș, pe o terasa mai joasă a luncii Someșului Mic. Tradiția afirmă că ar fi fost ridicată de către călugării ordinului benedictin (al „Fraților Albi”), pentru ca apoi să servească în ea pastori unitarieni și apoi călugări franciscani. După 1600 aceasta a fost folosită drept capelă a familiei nobiliare, de origine română, Korniș care, la fel ca alți mari potențați feudali ce i-au precedat, au ocupat aproape întregul sat. În 1939, cum contele Korniș nu mai avea alți coreligionari în acest sat, a vândut biserica la comunitatea română unită (greco-catolică), care a părăsit vechea biserică „Sf. Nicolae” și s-a mutat cu serviciul religios în biserica nou cumpărată, mai încăpătoare.
Sub raport arhitectural, biserica „Înălțarea Sfintei Cruci” din satul Mănăstirea este un monument aparținător goticului târziu transilvan, de tipul bisericii-sală, cu ziduri puternice din piatră cu contraforturi puternice (4 susținând nava, iar alte 4 absida altarului), reprezentând în mare, la dimensiuni reduse Biserica Reformată din Dej. 				
În interior nava bisericii este tăvănită, păstrându-se doar consolele și o parte din nervurile vechii bolți, care s-a surpat. În corn se păstrează bolta originală, pe ogive. Turnul-clopotniță, din latura vestică a navei, de înălțime impunătoare, ca particularitate, are un format patrulater la parter și la primul etaj, iar la nivelele II și III în formă octogonală, cu două caneluri la partea superioară. Are elemente de fortificație. Pe colțurile de sud-vest și sud-est stă blazonul familiei Bathory (trei colți de mistreț). După tradiția locală, prin sanctuar biserica ar fi avut o legătură subterană cu aripa sudică a Castelului Korniș. 
În biserică se află câteva obiecte de cult interesante: pe peretele din stânga amvonului, o icoană a Fecioarei Maria de 25/15 cm, zugrăvită pe scândură, copie a Icoanei de la Nicula; la altar, deasupra chivotului, o altă icoană a Fecioarei Maria, zugrăvită pe pânză, copie fidelă a celei de la Biserica Universității din Cluj, după cum arată și inscripția de pe ea. În cripta bisericii sunt înmormântați Kereszturi Kristof și 5 membri ai familiei Korniș. În fața bisericii au fost înmormântați alți 7 membri ai familiei Korniș. Mormintele au fost distruse în anul 1945.
Reparații mai importante s-au făcut acestei biserici în anii 1862, 1899, de către familia Korniș (așa cum reiese dintr-o inscripție aflată pe fațadă), cât și în anii 1950-1951, 1960, 1966-1967, când lucrările au fost executate sub conducerea meșterului și antreprenorului Ion Costin din Dej, cu contribuția bănească a localnicilor ortodocși din Mănăstirea. În 1991-1992 biserica „Înălțarea Sfintei Cruci” a fost reparată capital și înfrumusețată cu pictură bisericească, de către pictorul Bumb Constantin din localitatea Cășeiu, prin contribuția credincioșilor din localitate, sub îndrumarea preotului paroh Ciui Gheorghe.
La data de 19 septembrie 1993 s-a resfințit acest lăcaș de închinare de către episcopul Irineu Pop, pe atunci episcop vicar al Arhiepiscopiei Ortodoxe Române a Vadului, Feleacului și Clujului, înconjurat de un sobor de preoți și diaconi în prezența unui mare număr de credincioși din localitate și împrejurimi. Începând cu data de 1 februarie 2001, conform Ordinului Arhiepiscopiei Ortodoxe Cluj Nr. 330/2001, filia Mănăstirea s-a desprins de Parohia Mica, devenind parohie de sine stătătoare, având ca preot paroh pe Coroian Marcel-Daniel.

## Imagini din exterior

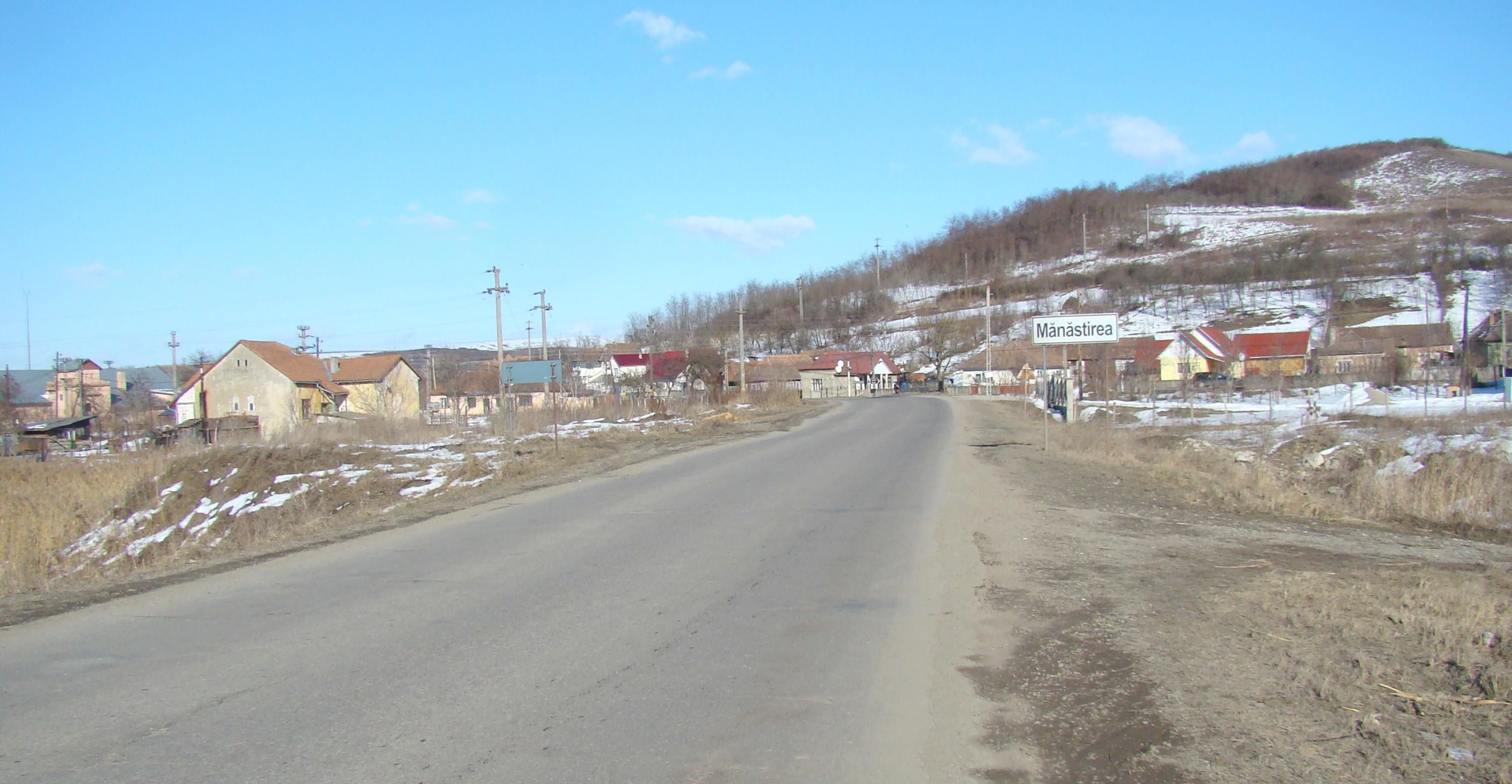
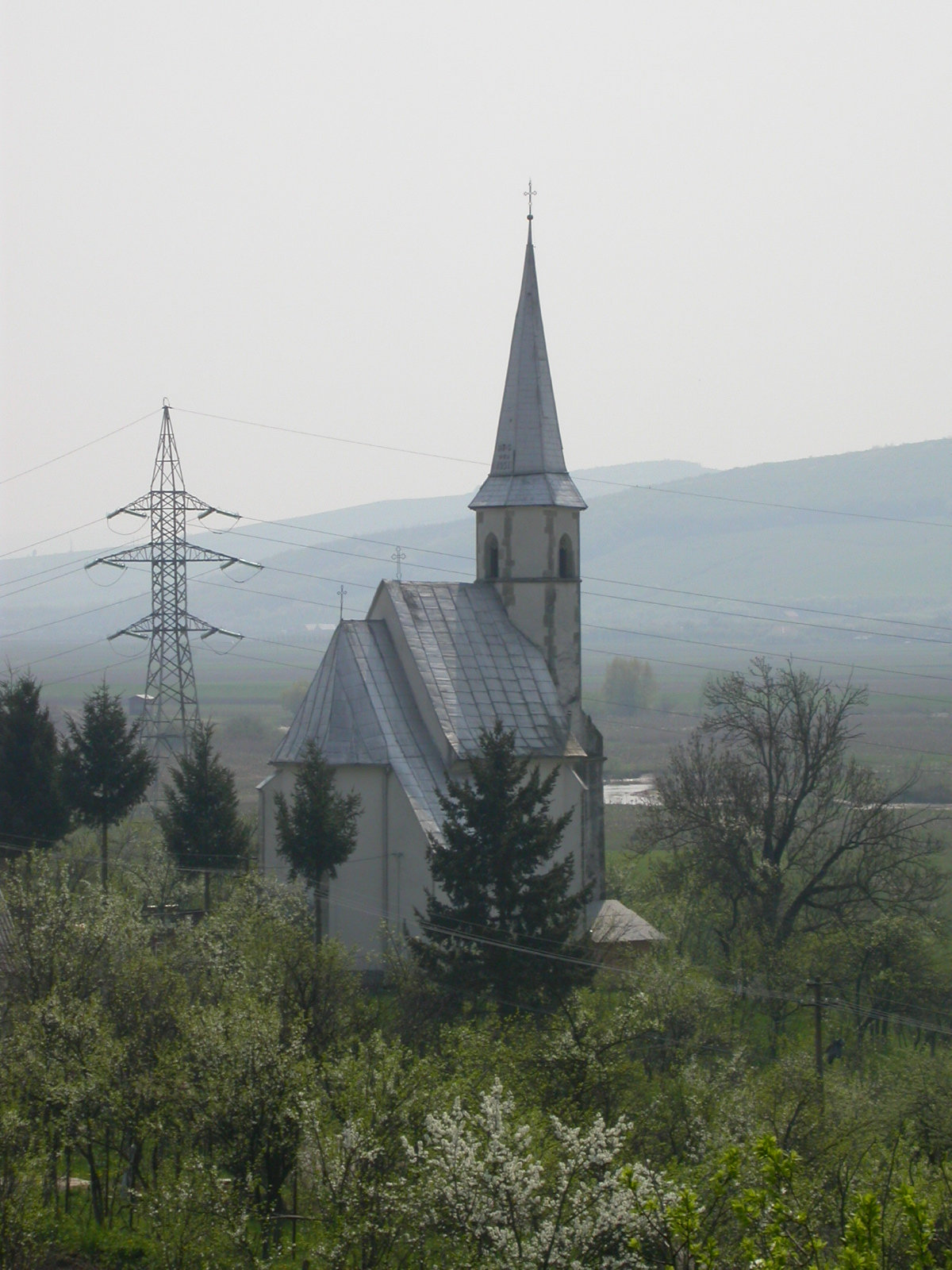
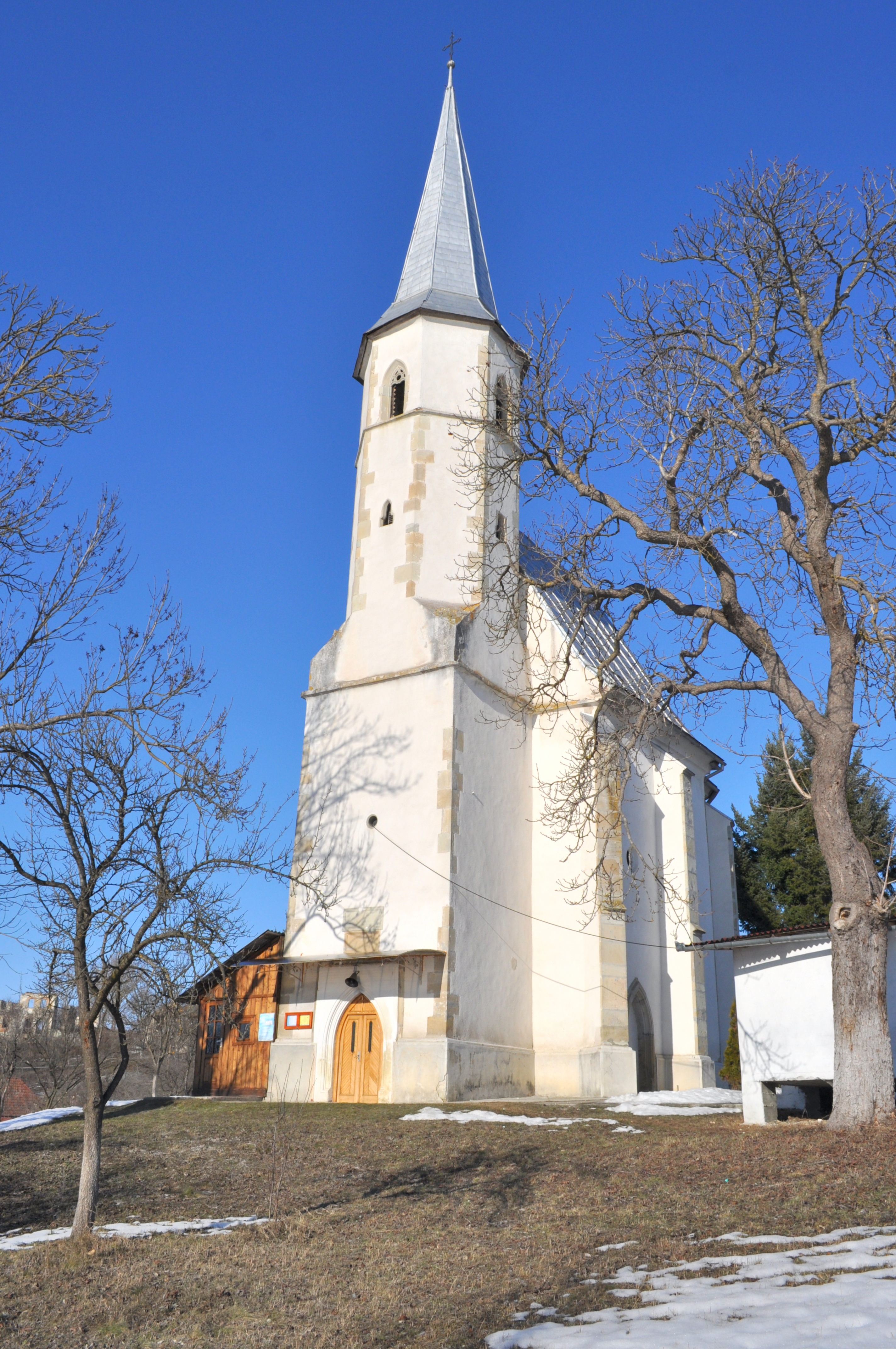
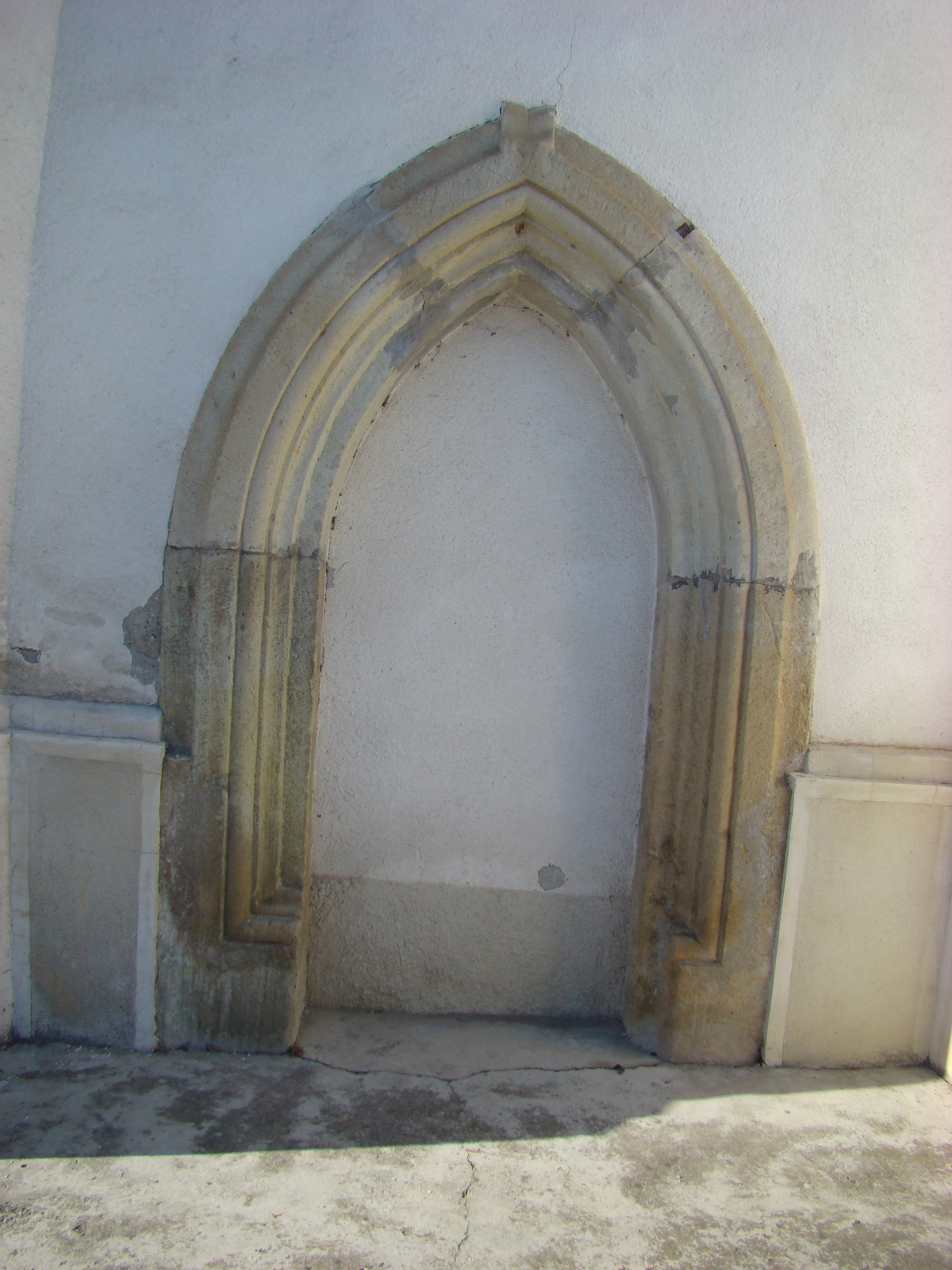
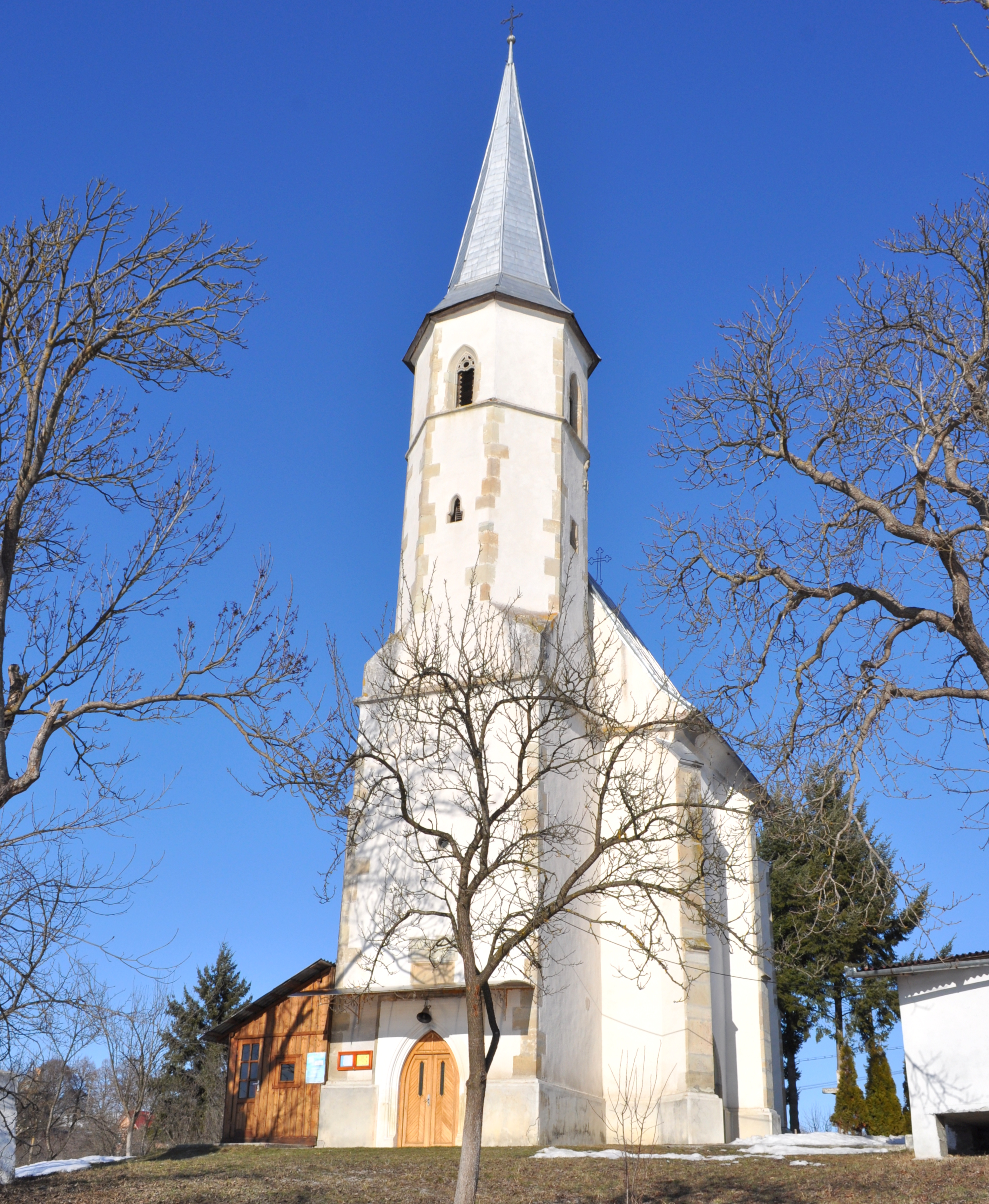
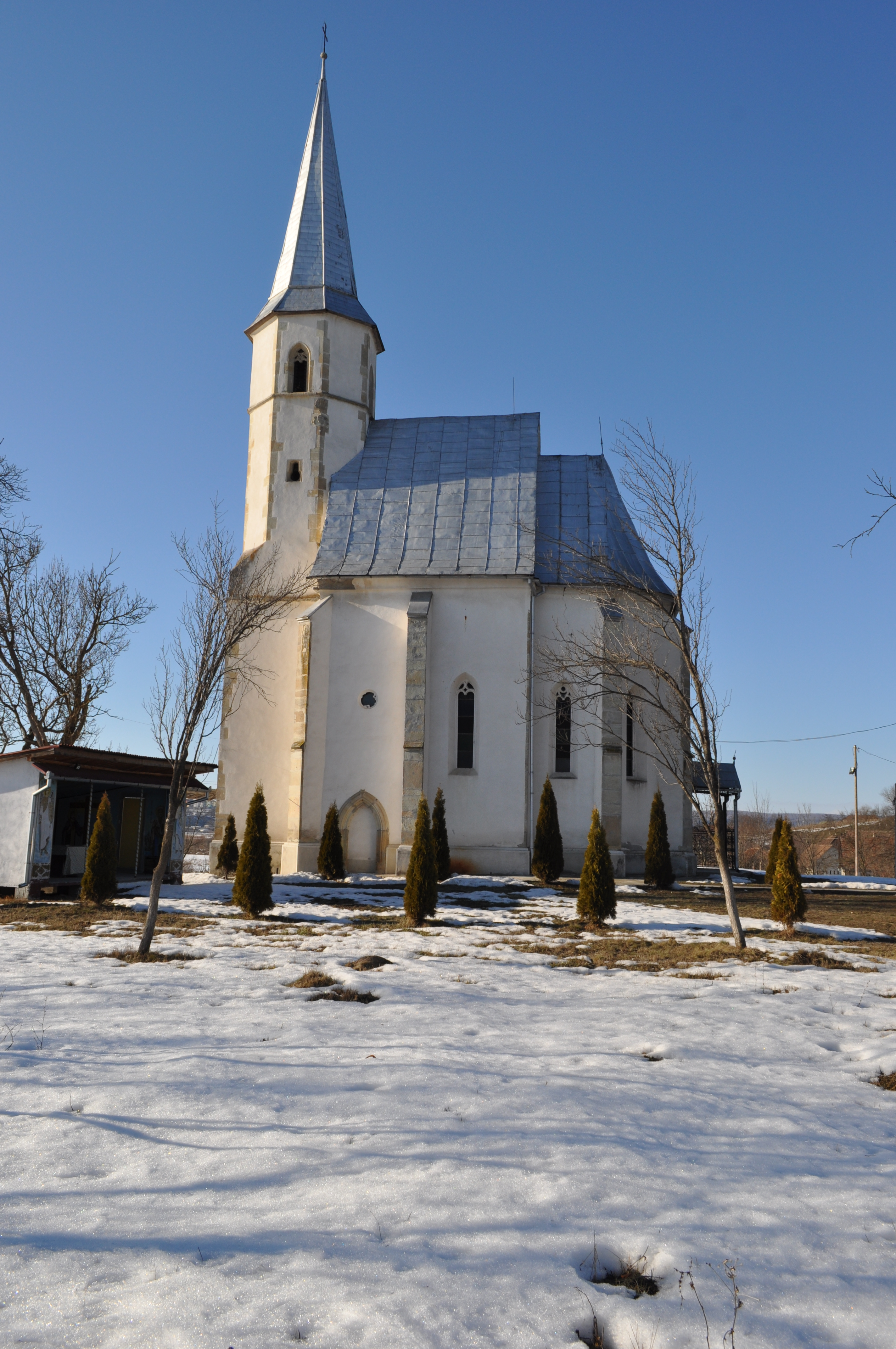
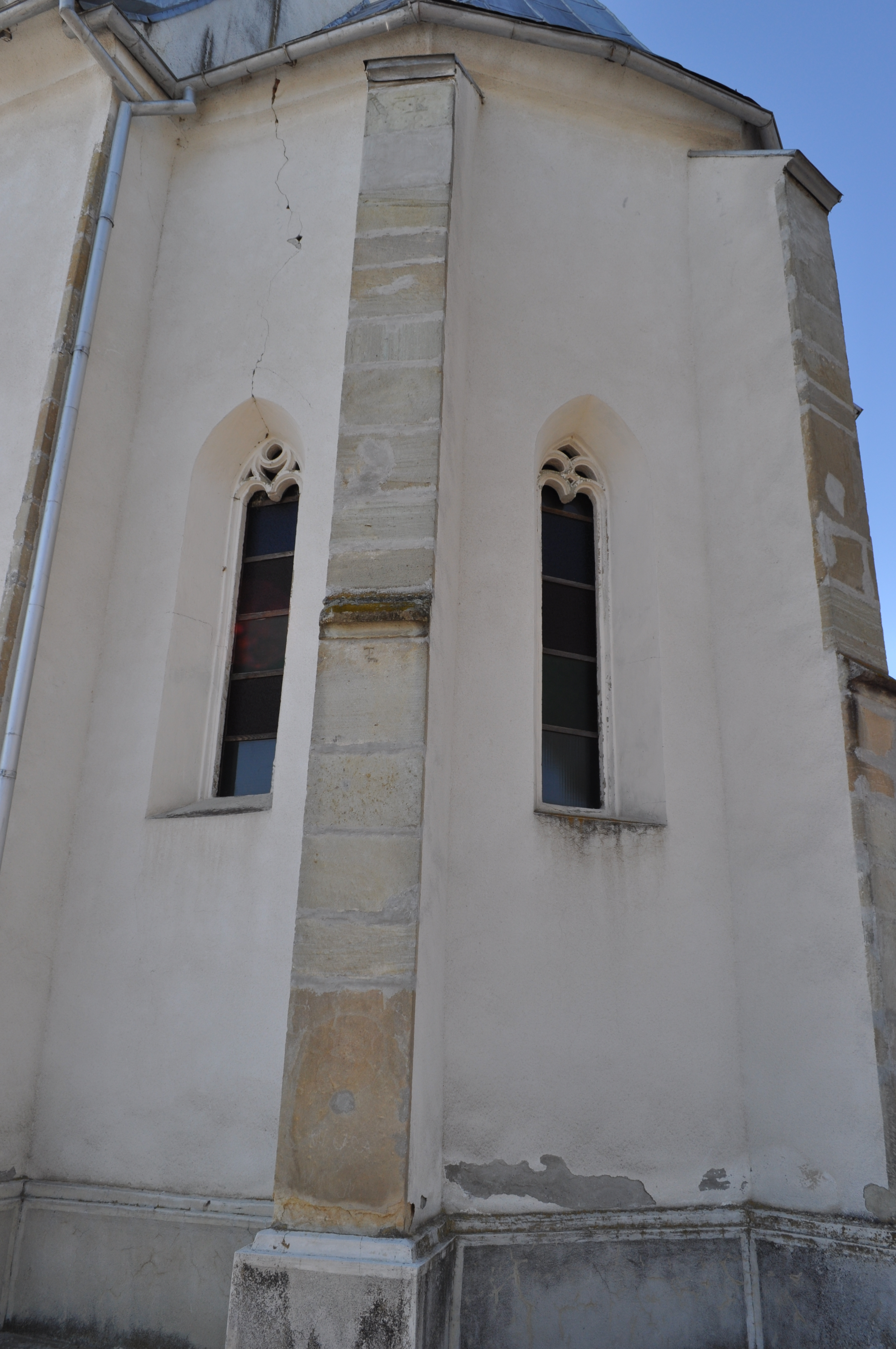
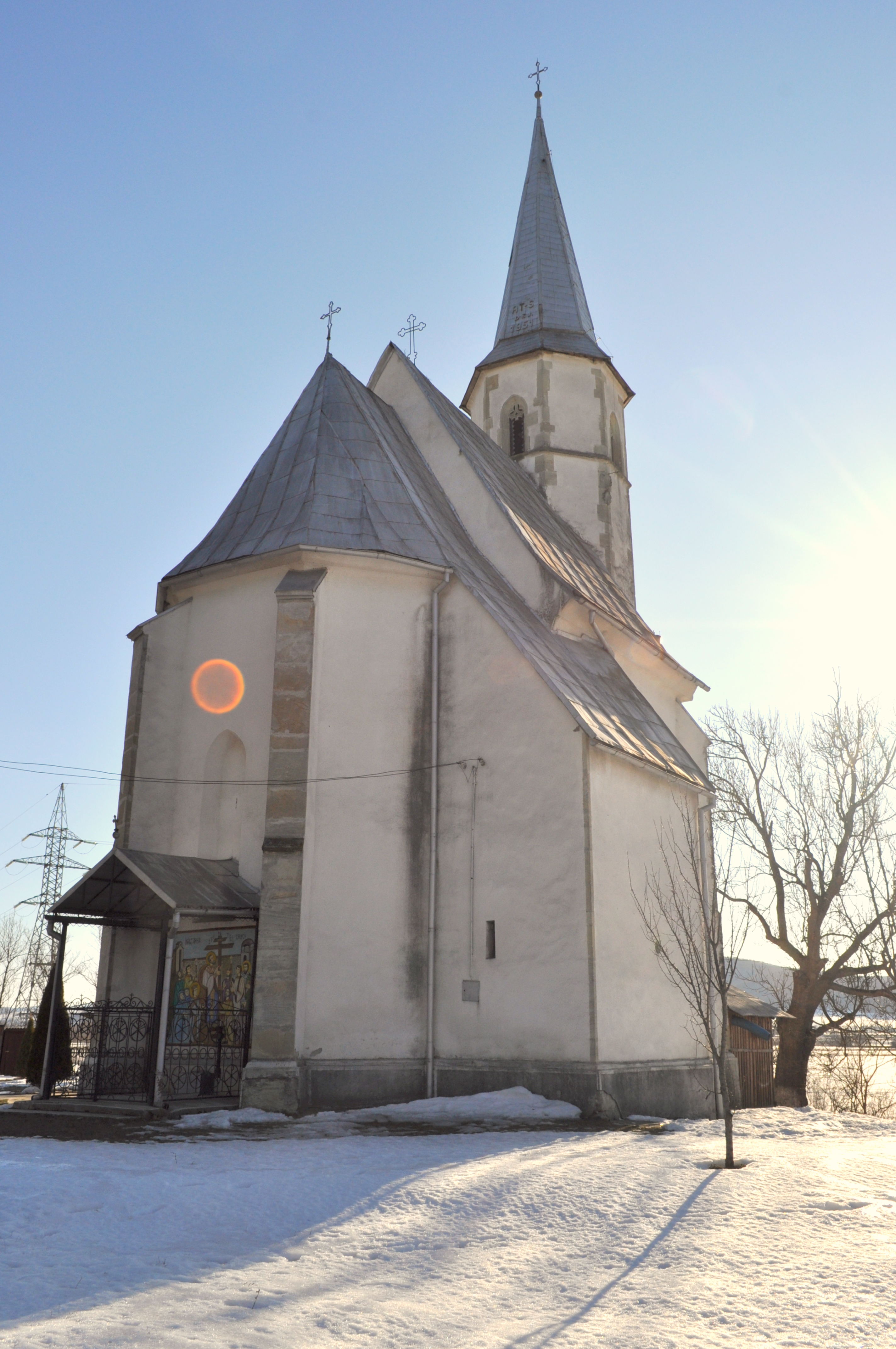
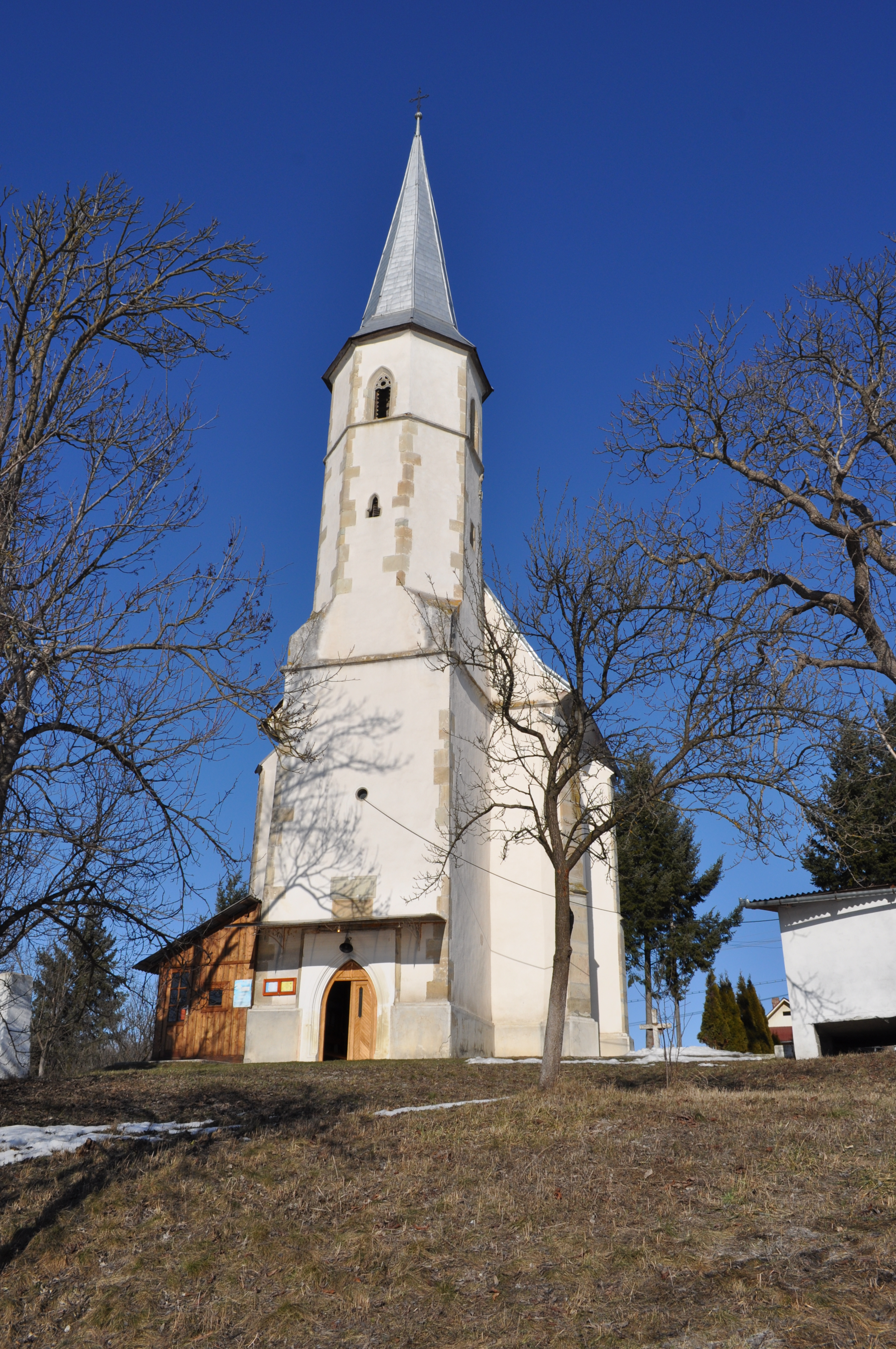
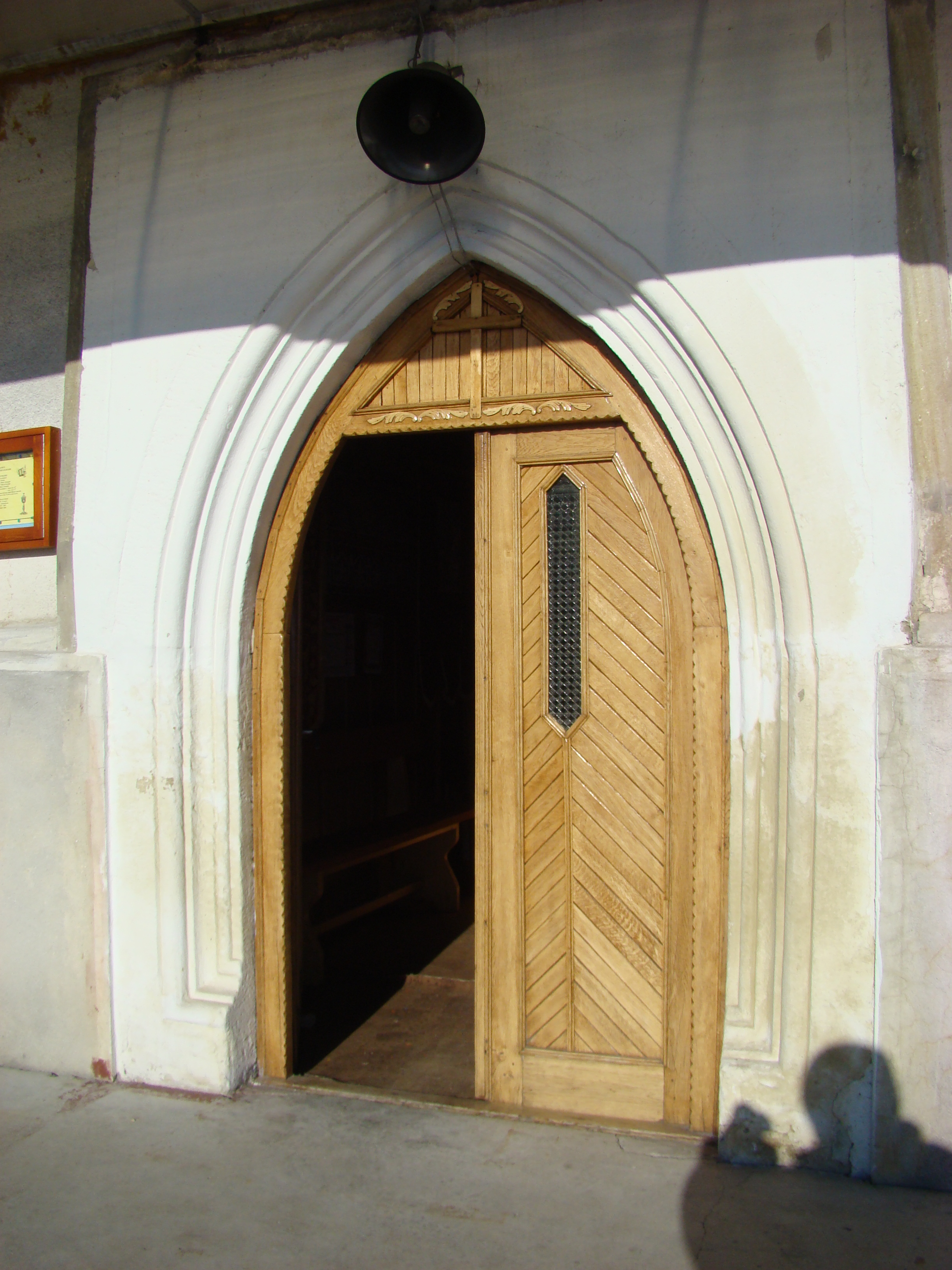
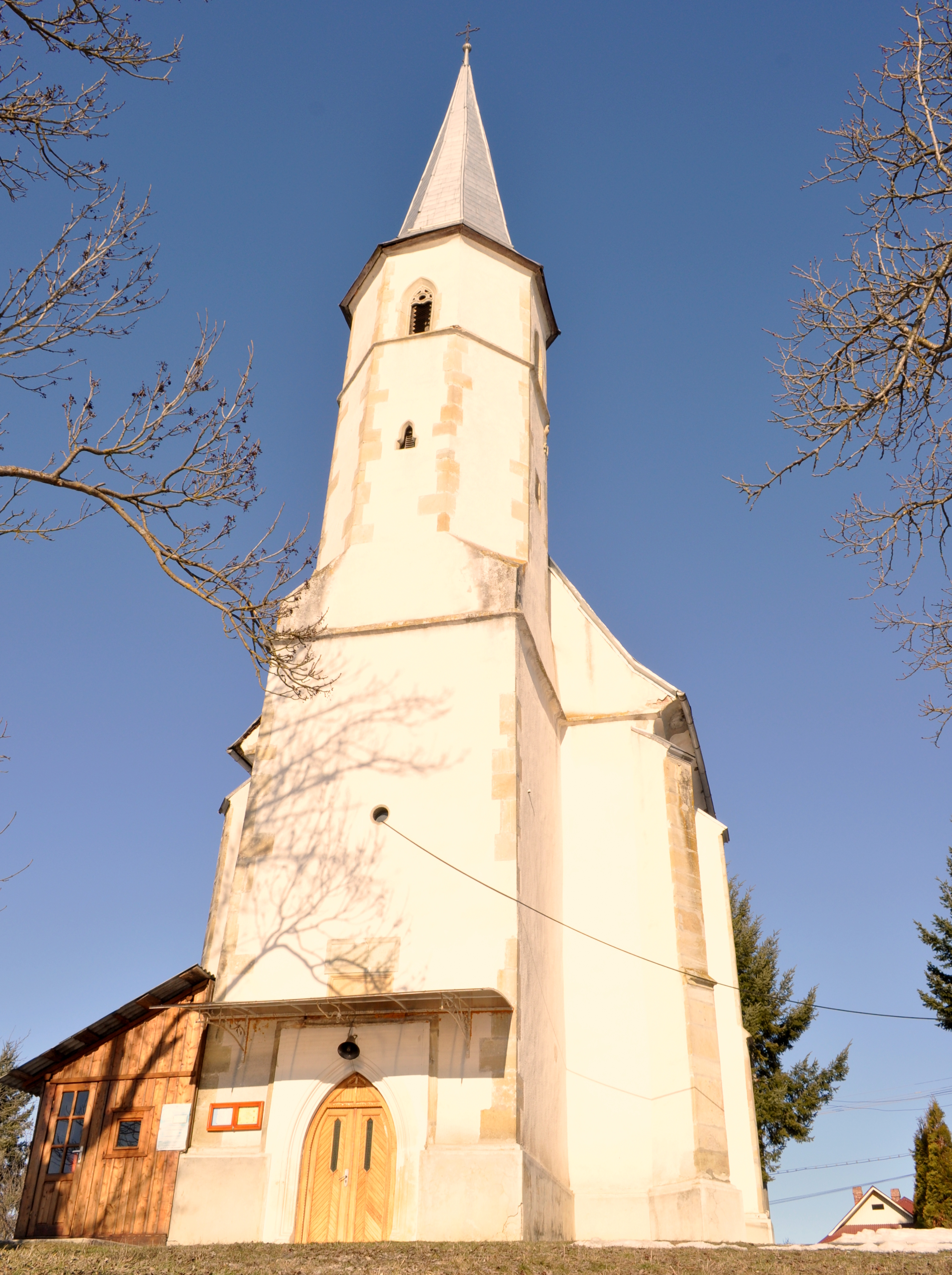
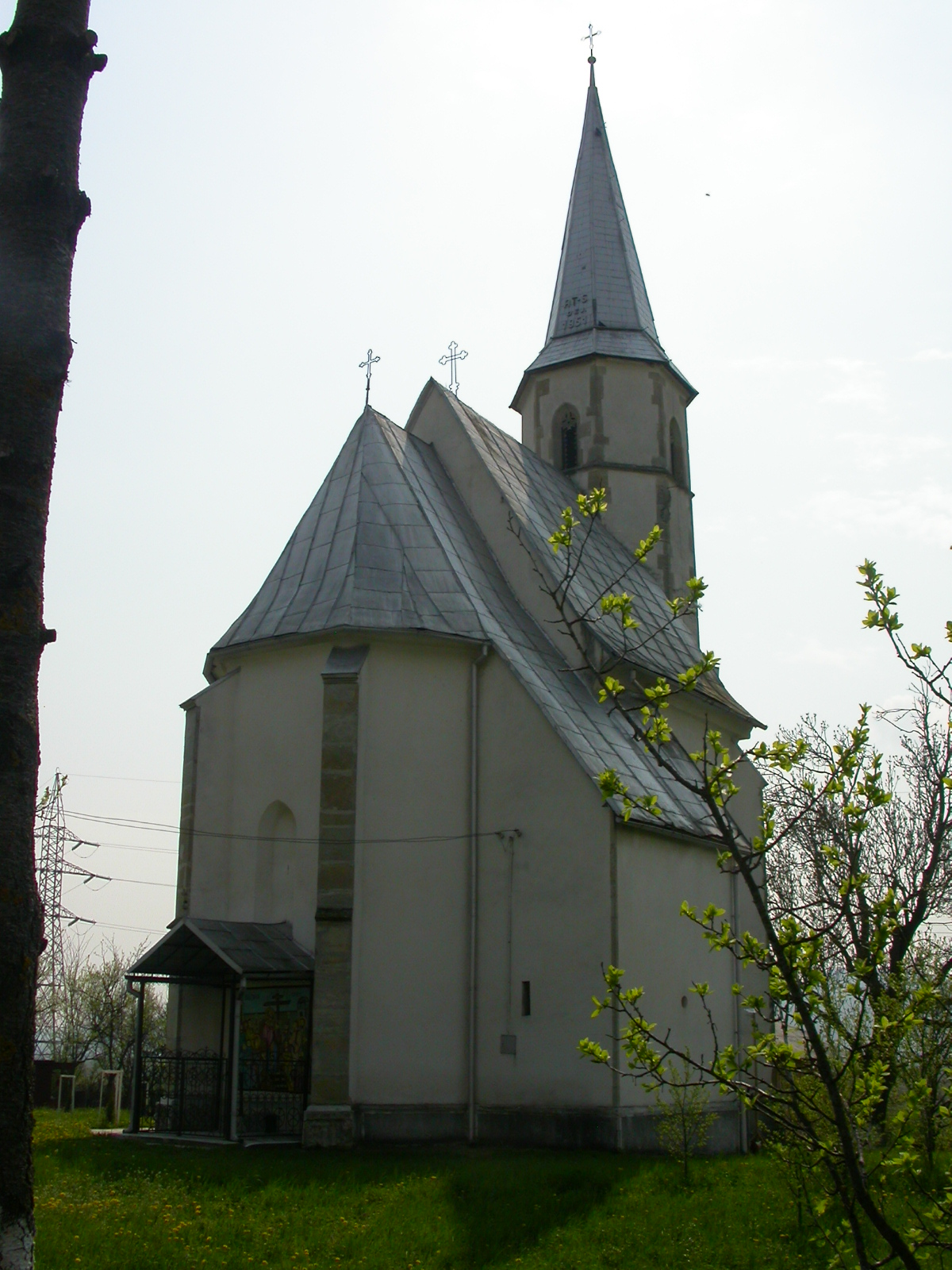

## Imagini din interior

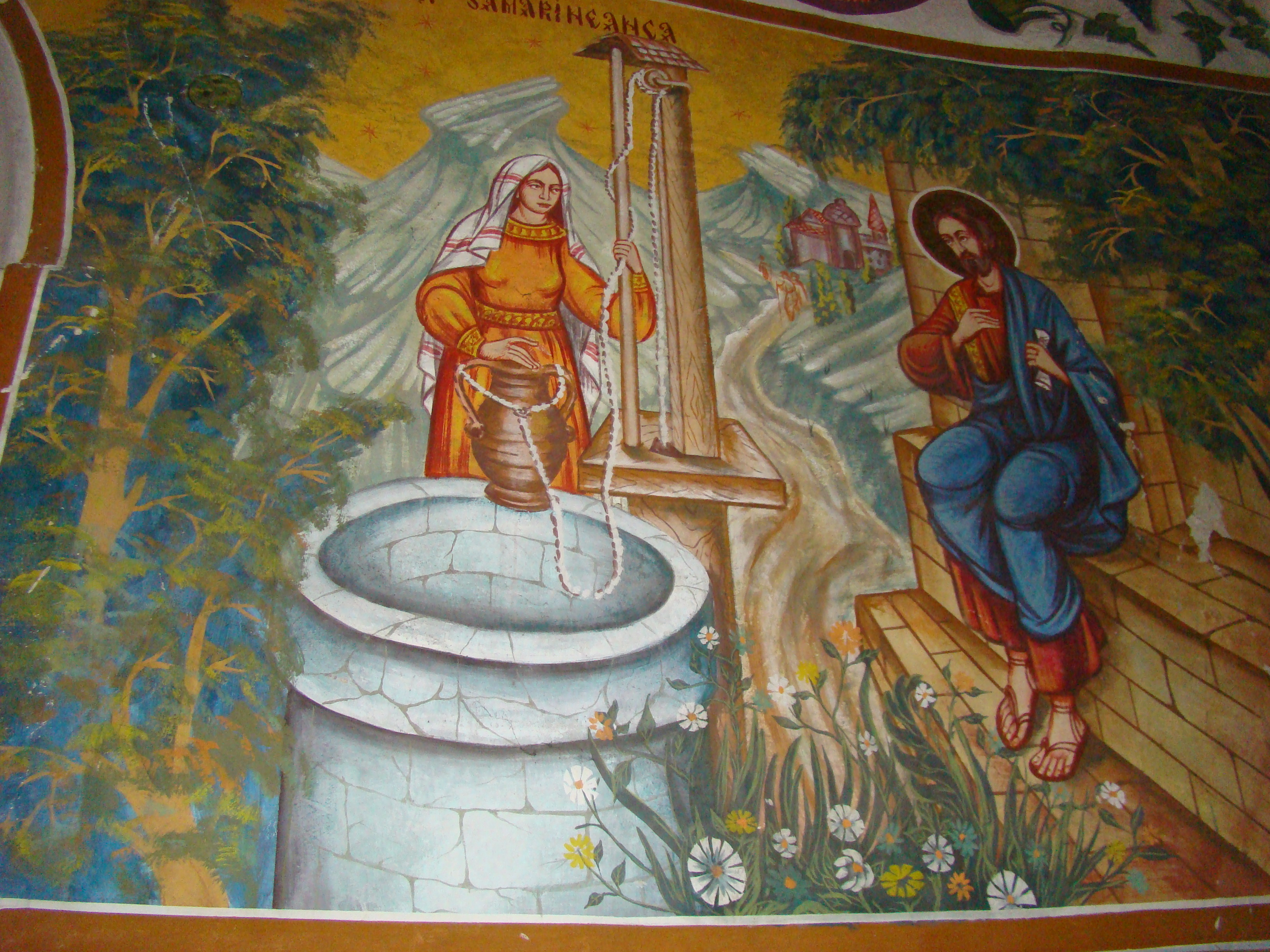
Iisus și Samarineanca
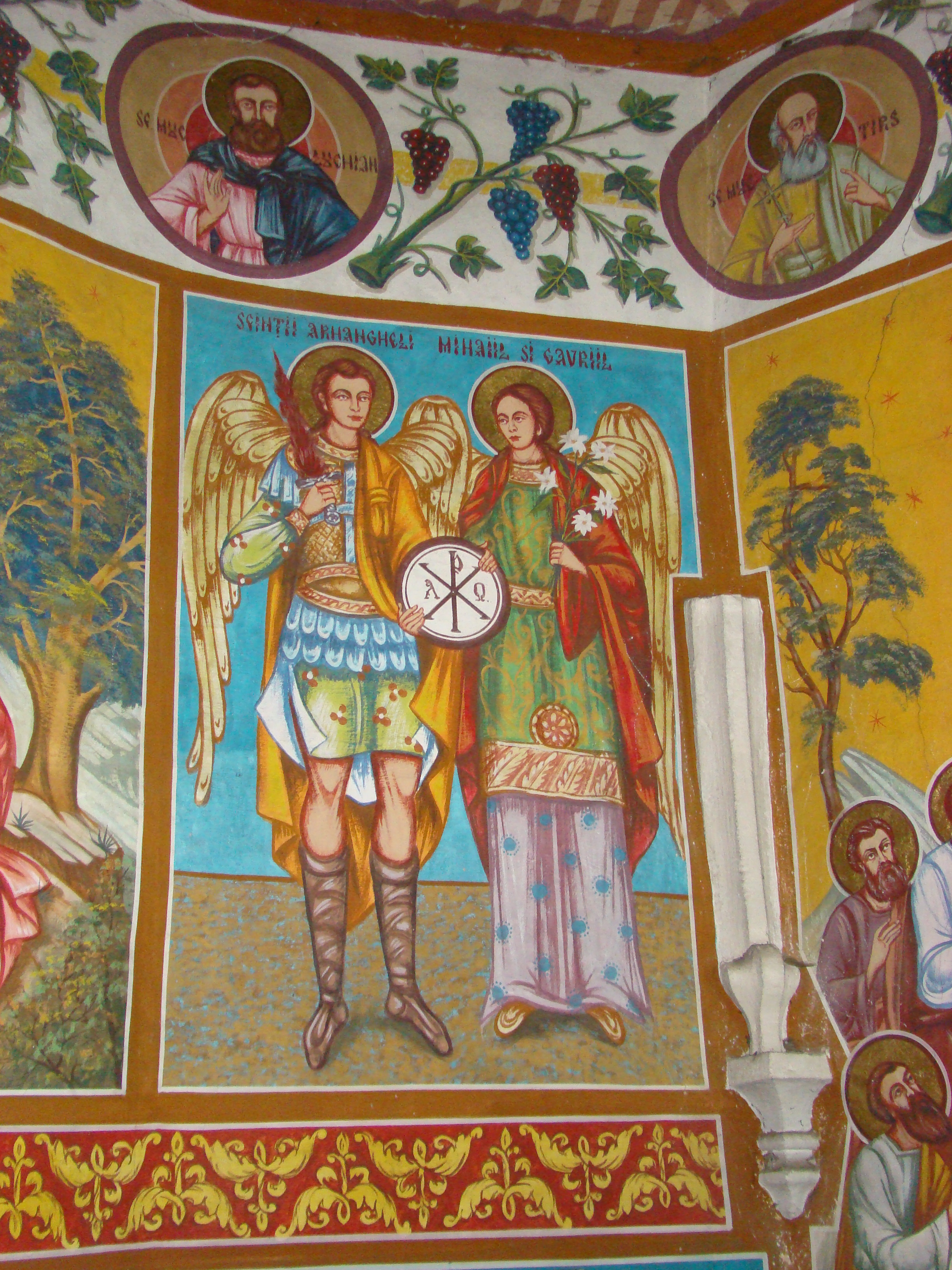
Sfinții Arhangheli Mihail și Gavriil
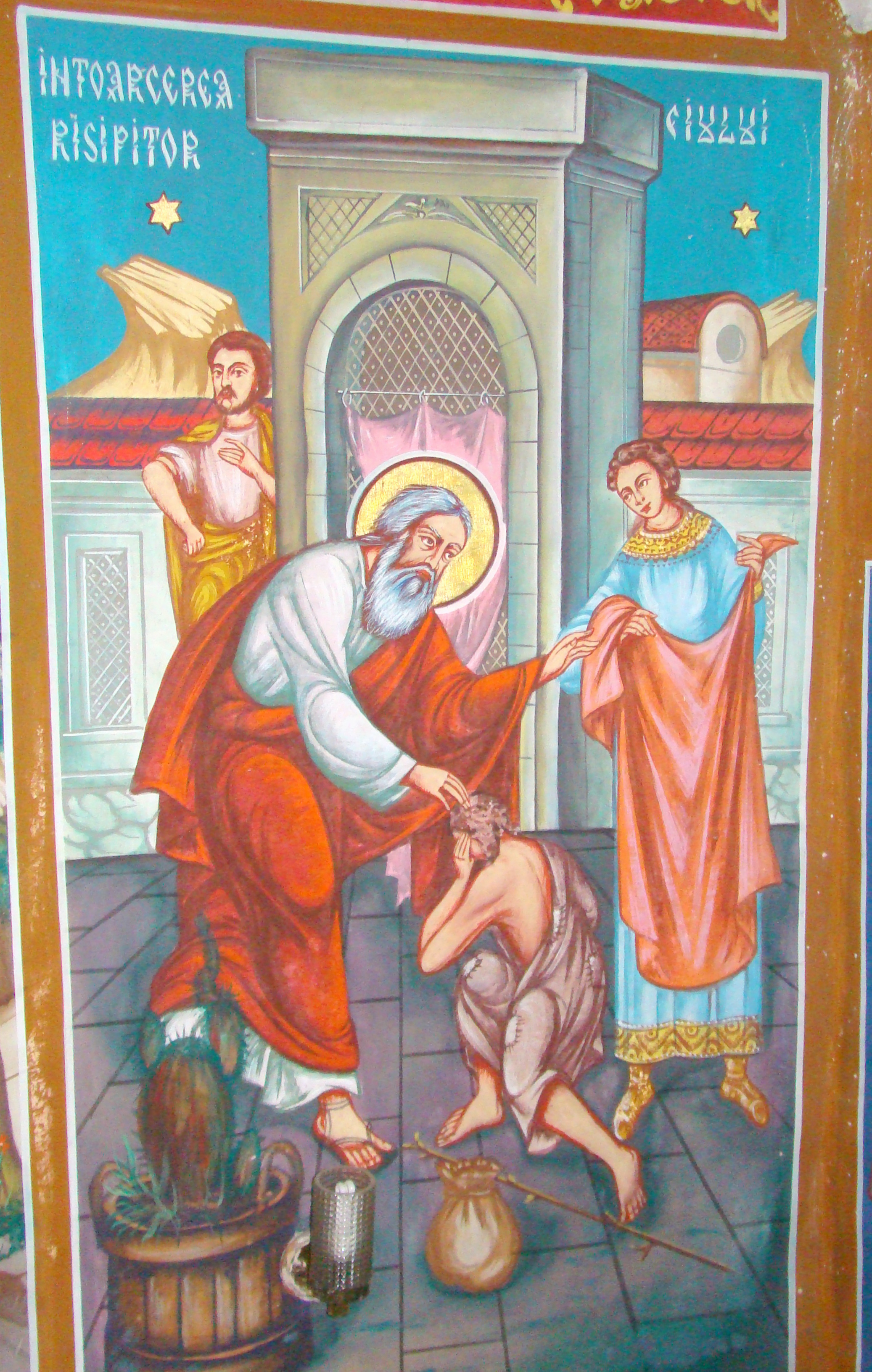
Întoarcerea fiului risipitor
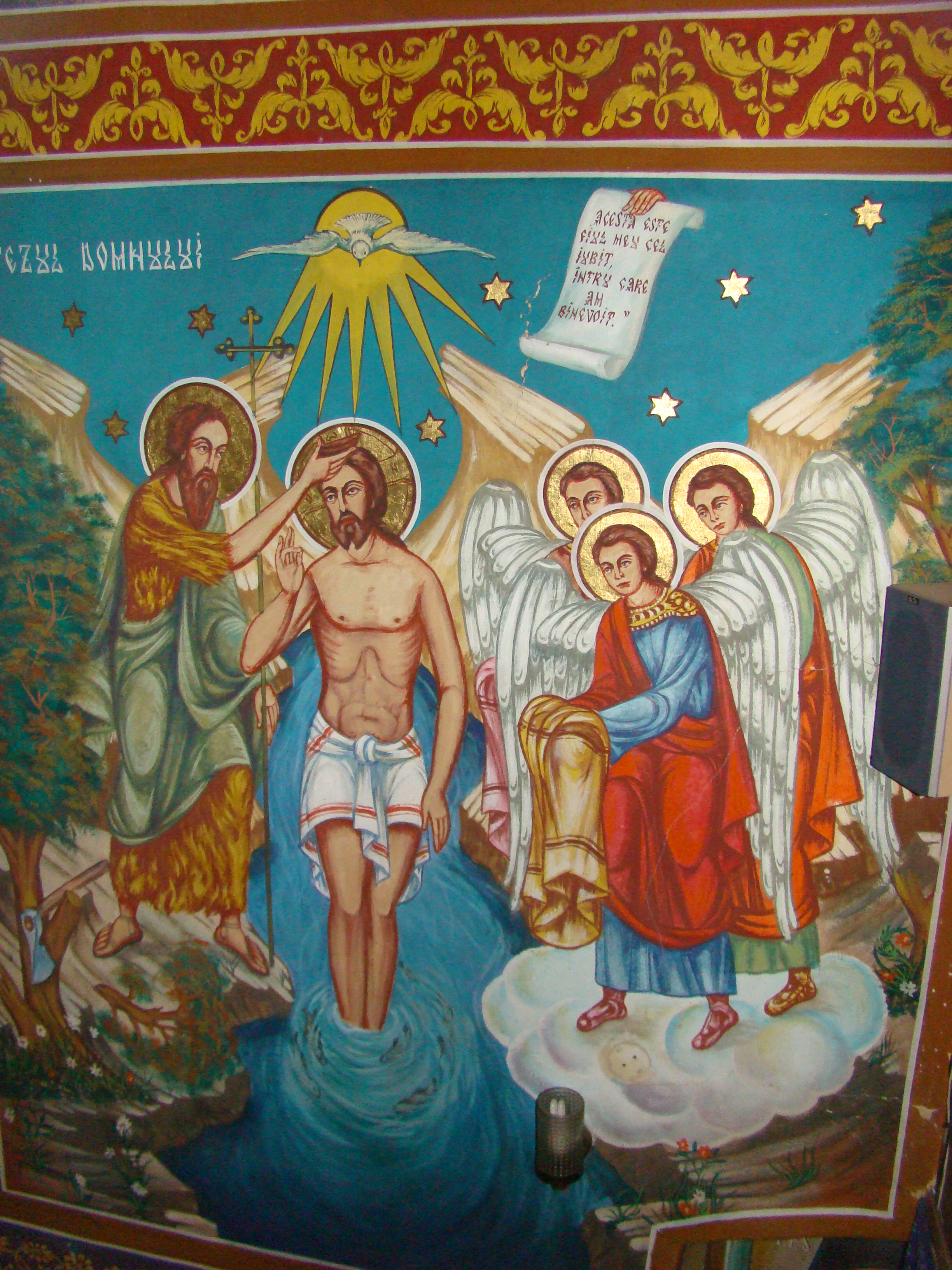
Botezul Domnului
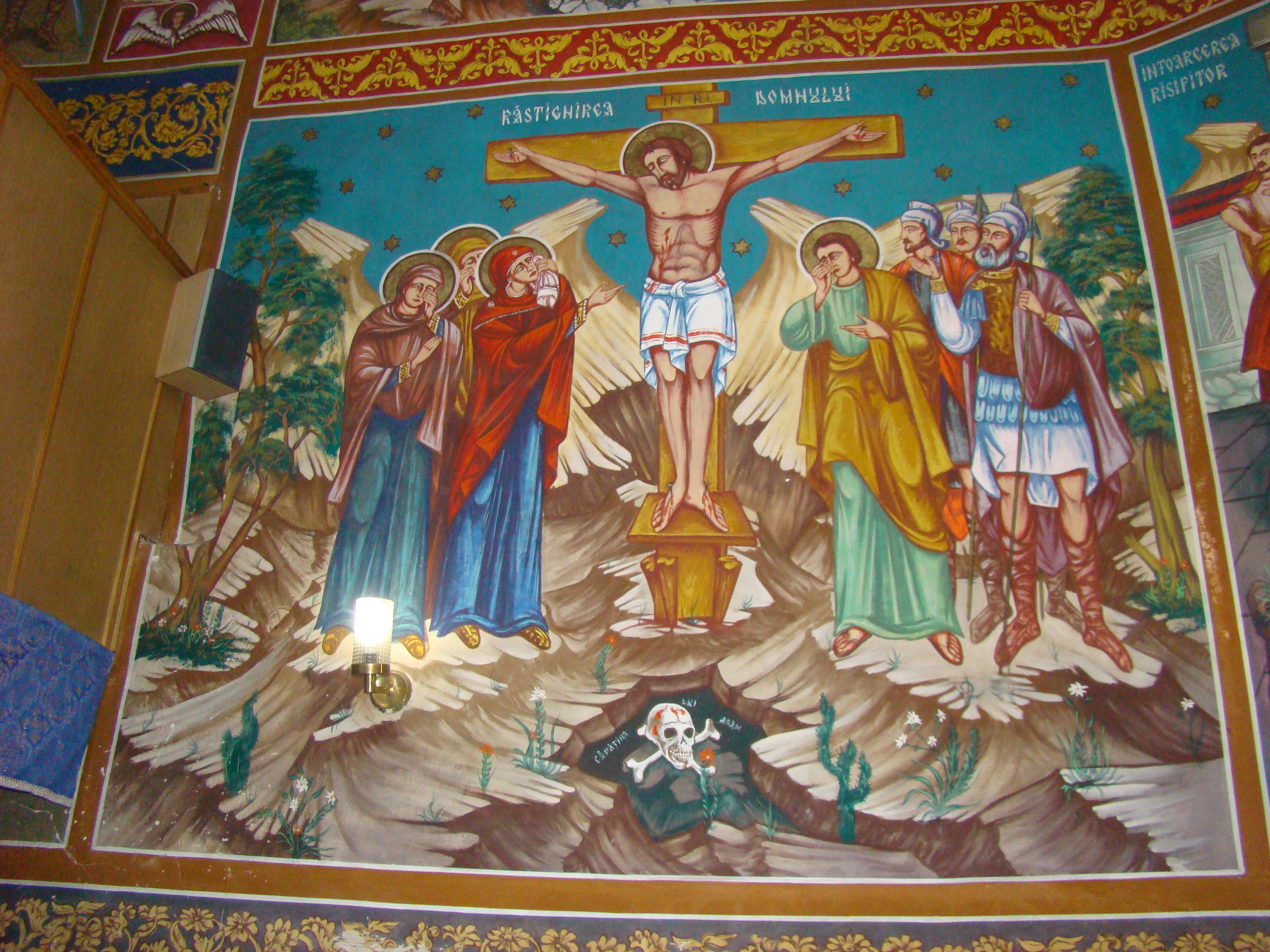
Răstignirea Domnului
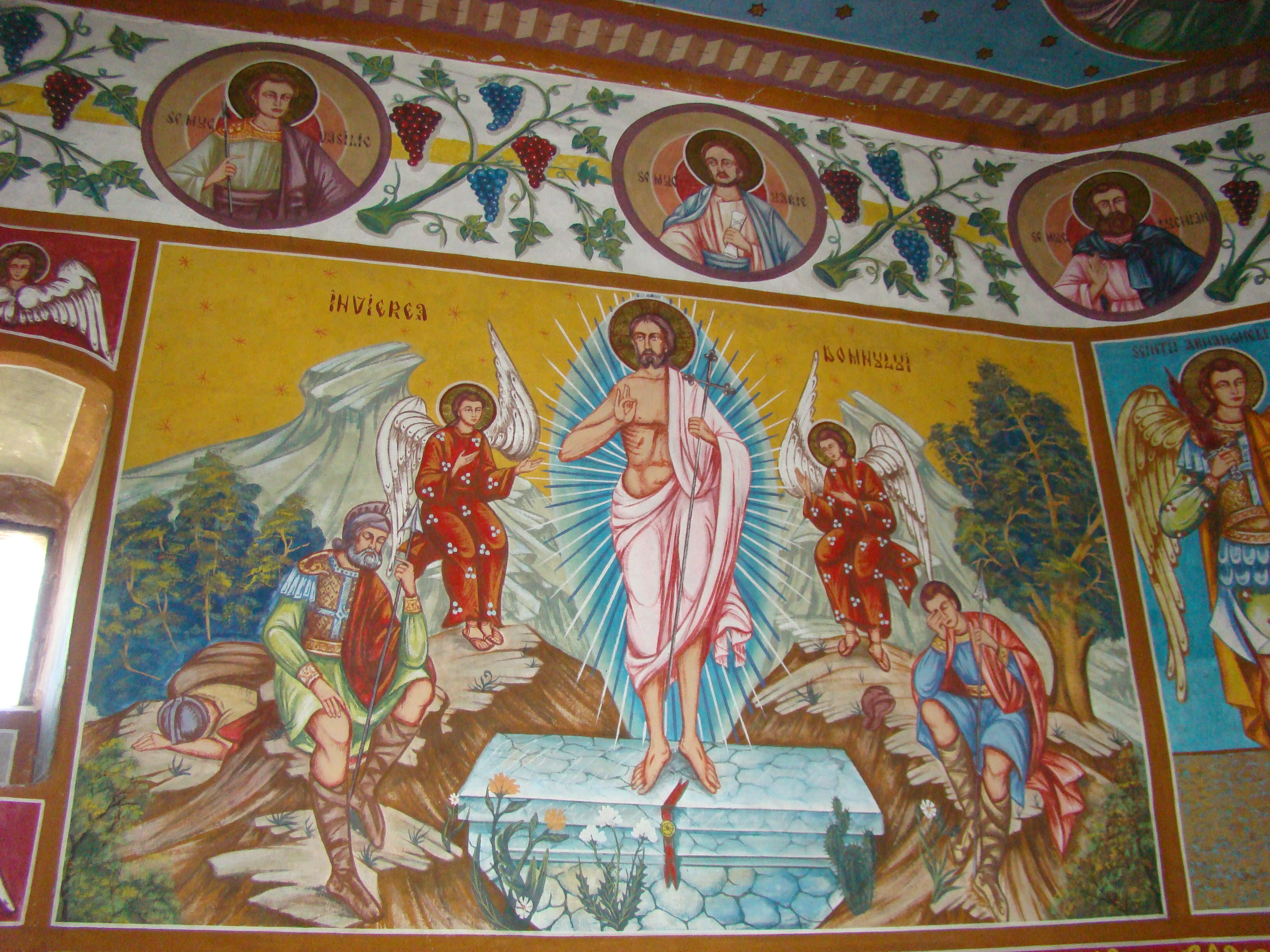
Învierea Domnului
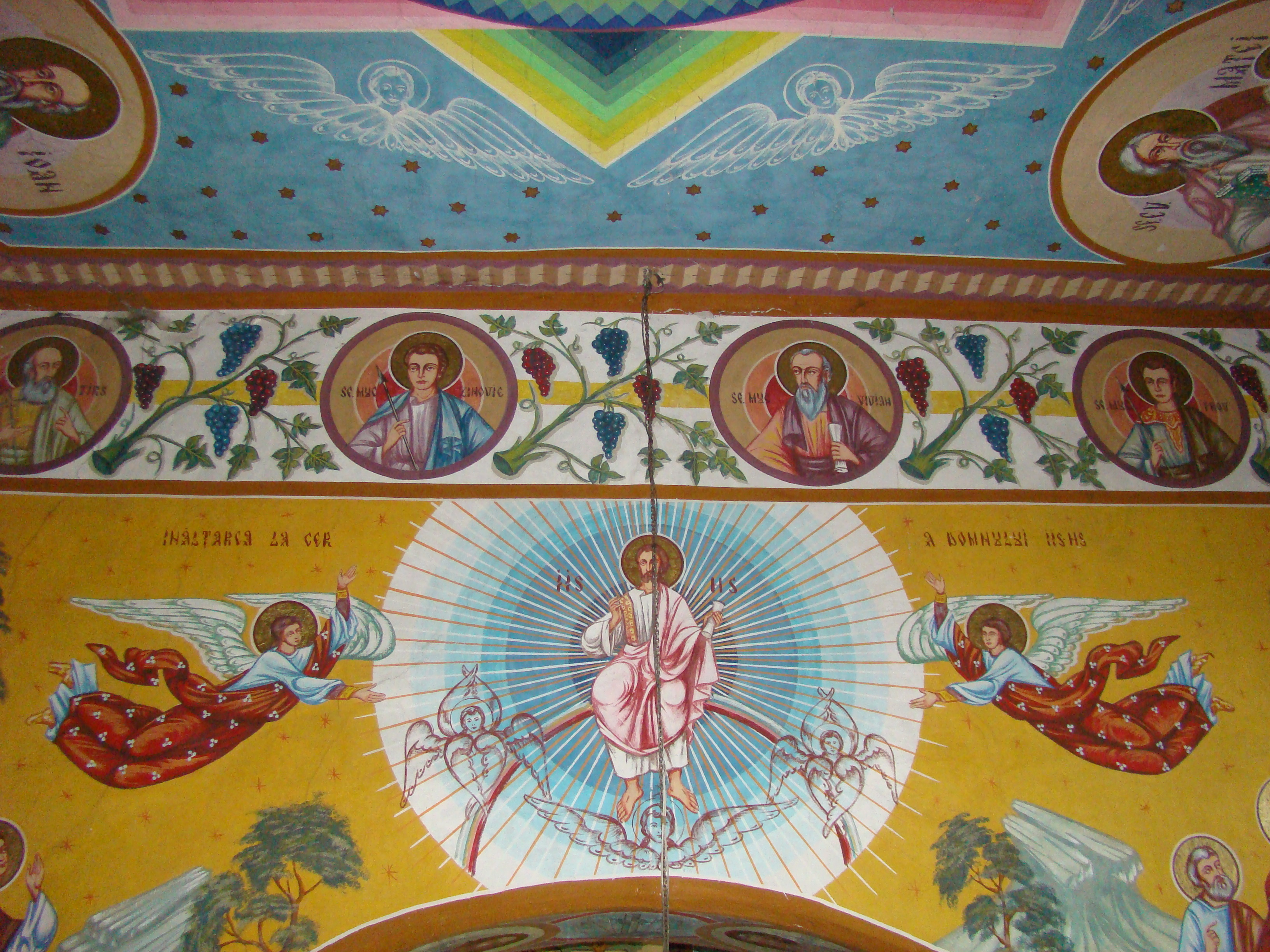
Înălțarea la cer
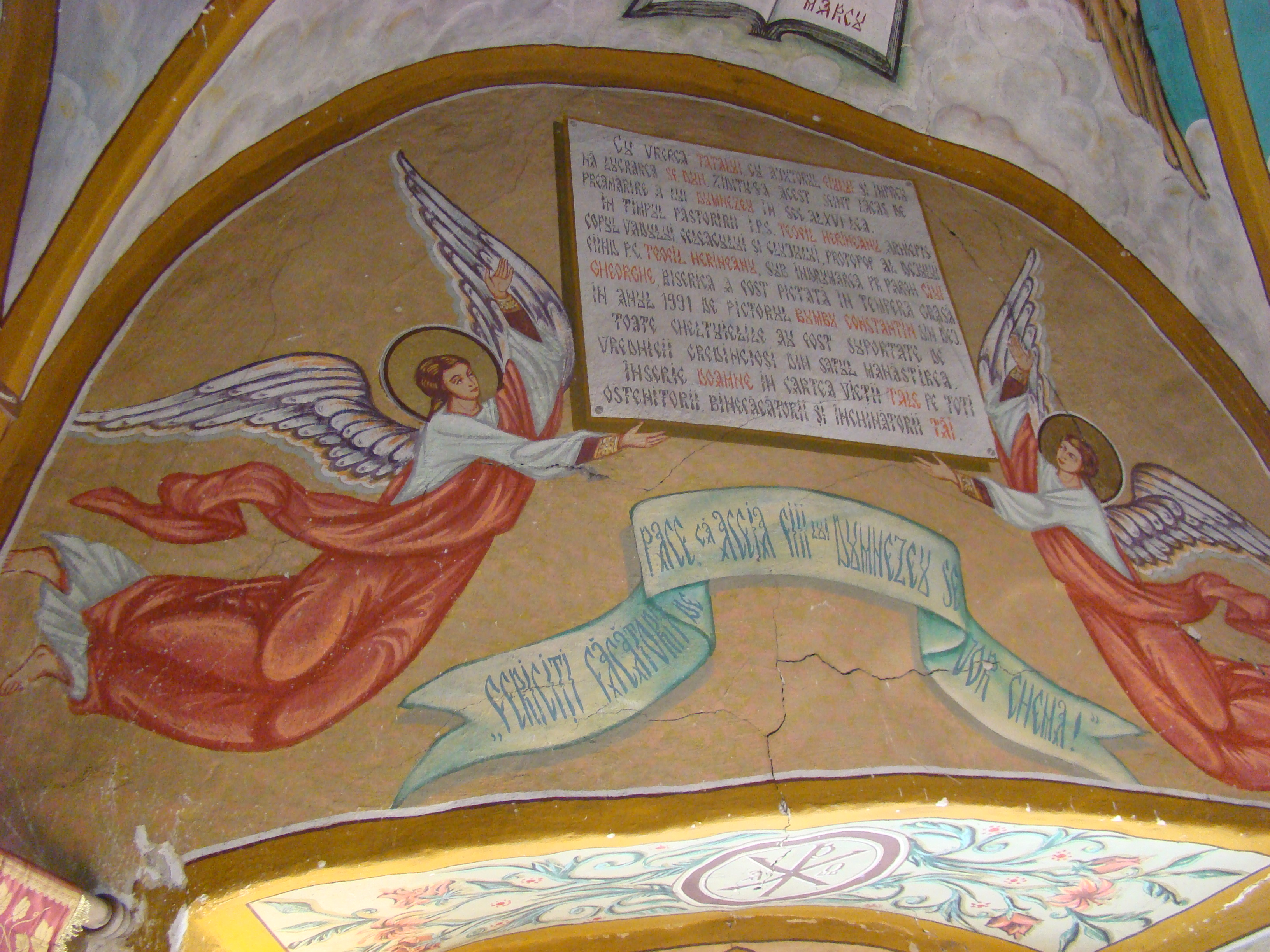
Pisania
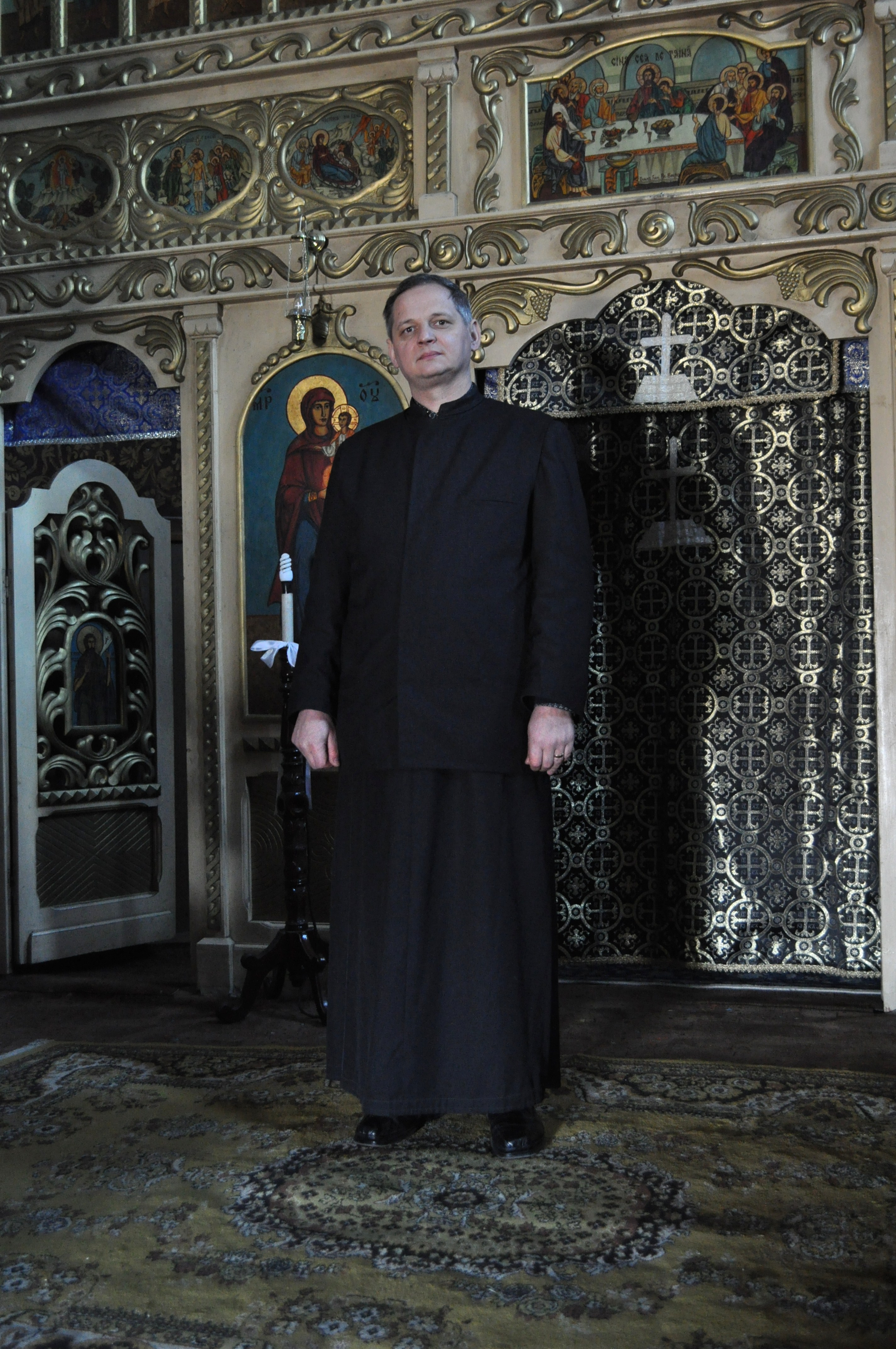
Preotul paroh din parohia Mănăstirea (Protopopiatul Ortodox Dej): Coroian Marcel
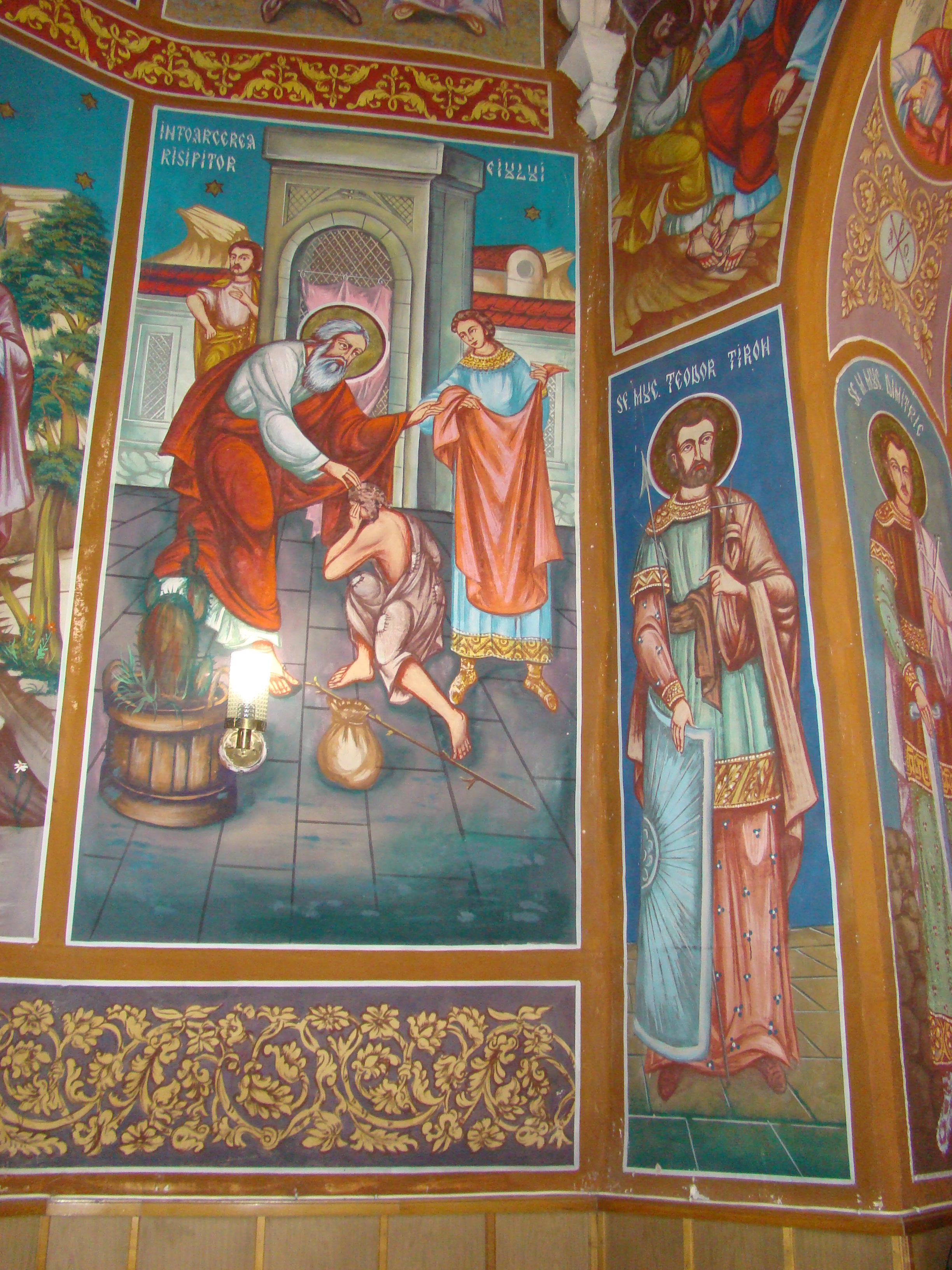
Pictura parietală (detaliu)
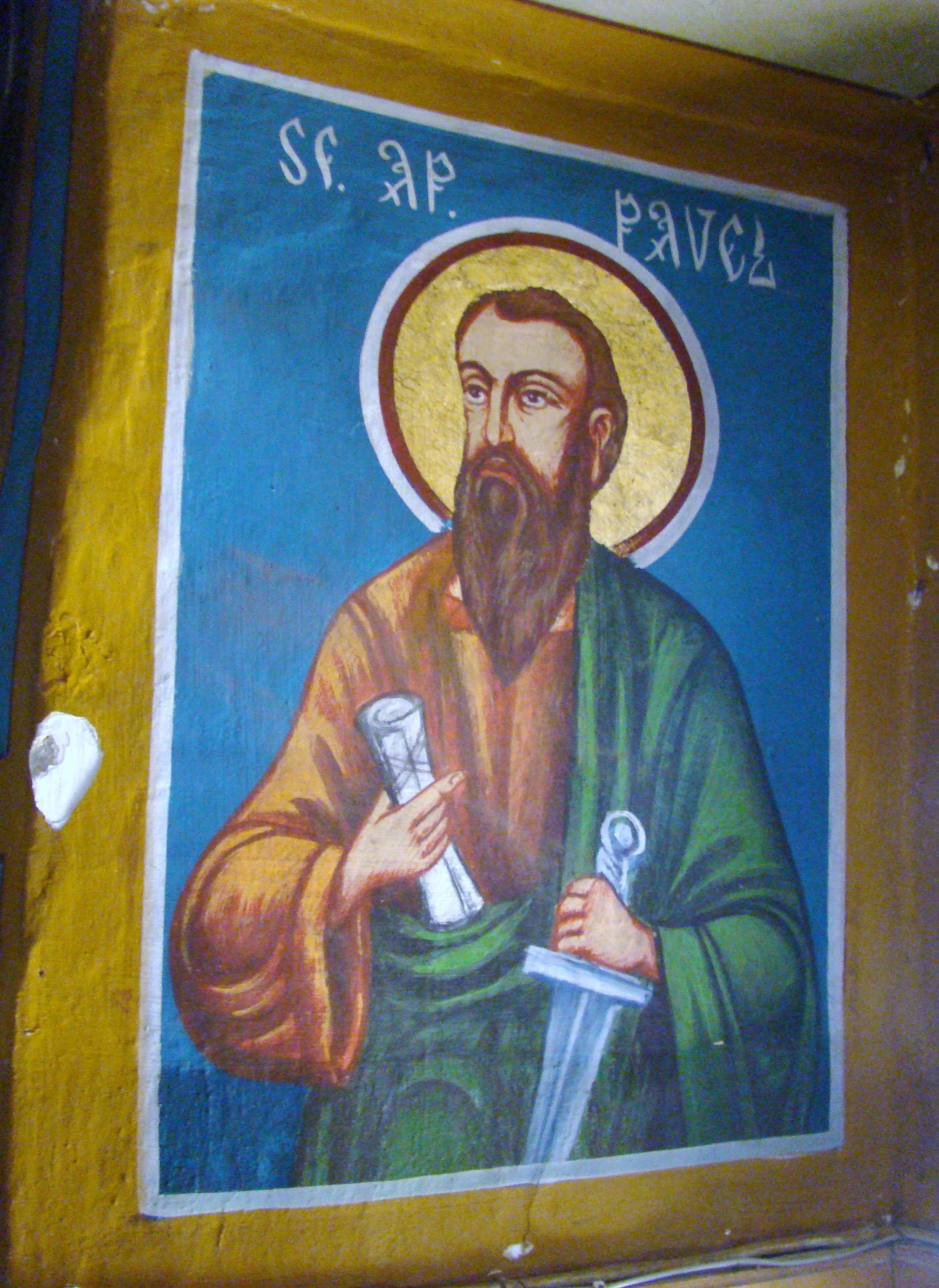
Apostolul Pavel
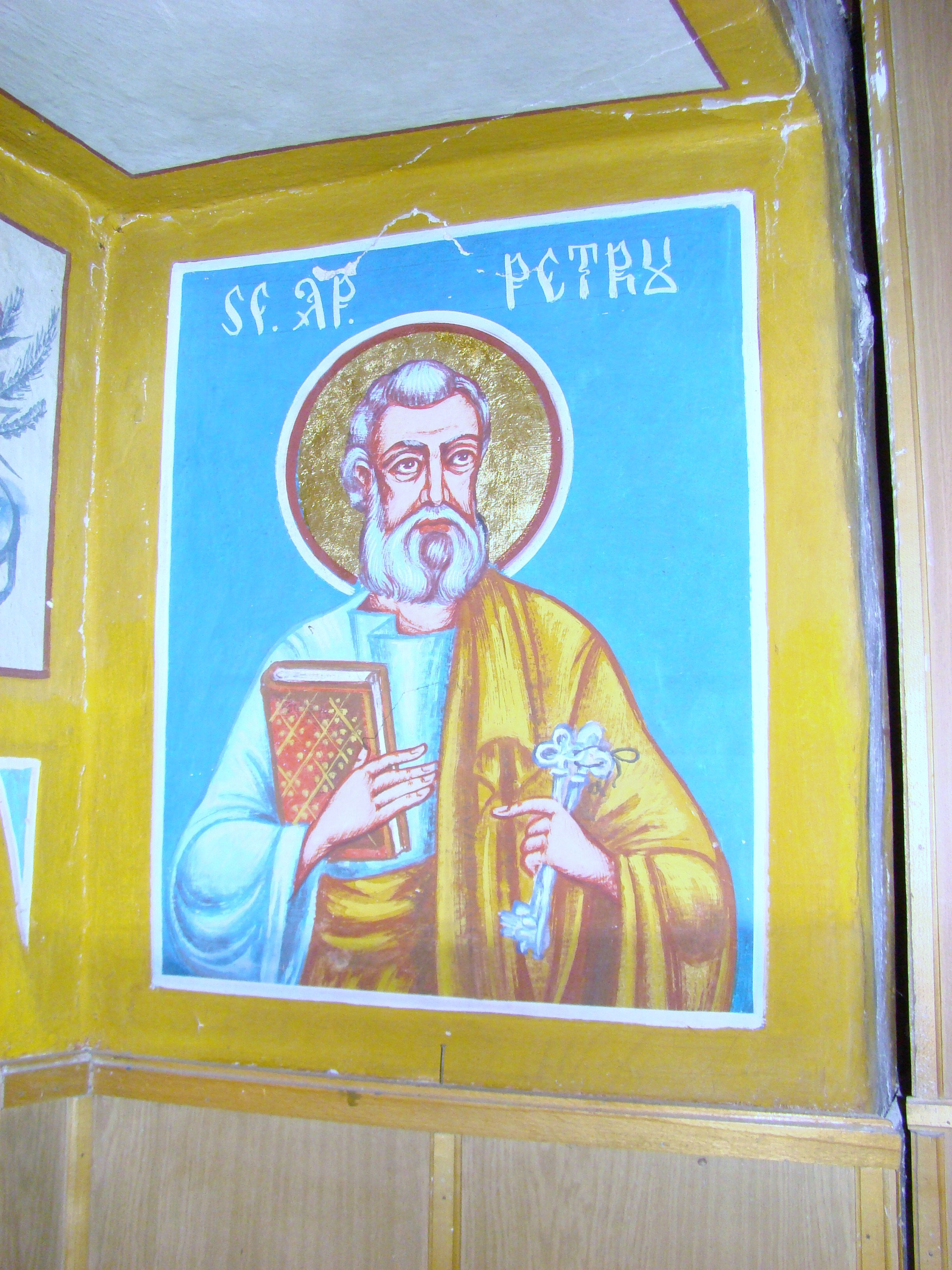
Apostolul Petru